# Limburg mijn Vaderland
Limburg mijn Vaderland (in italiano, Limburgo la mia patria) è dal 1939 l'inno ufficiale delle province del Limburgo belga e del Limburgo olandese.
L'inno è stato scritto in lingua olandese dal professor Gerard Krekelberg nel 1909, su melodia composta da Hendrik Thyssen (che negli stessi anni scrisse anche l'Inno di Roermond sua città natale, Oud en trouw Roermond).
La lingua olandese non fu scelta a caso dal professor Krekelberg, che così voleva enfatizzare l'unità del Limburgo, che sin da allora era sotto l'influenza di molteplici ingerenze culturali esterne. All'inizio del XX secolo, infatti, la lingua comunemente parlata nel Limburgo era il limburghese con forti influenze francesi nell'area di Maastricht (a causa degli importanti contatti con la vicina città di Liegi). La chiesa e le università, invece, utilizzavano comunemente la lingua tedesca, che era anche la lingua principalmente utilizzata dai giornali dell'epoca.

## Storia
Nel 1909, il direttore del real coro maschile di Roermond Hendrik Thyssen chiese a Krekelberg di scrivere il testo di un anthem per celebrare la fondazione della Società per la promozione della canzone popolare Limburghese (Vereniging ter bevordering van de volkszang in Limburg) sulla musica composta dallo stesso Thyssen. L'inno, intitolato Limburg mijn Vaderland, venne eseguito per la prima volta il 31 gennaio 1909 dal real coro di Roermond, diretto dallo stesso Thyssen. Successivamente, nel 1939, Limburg mijn Vaderland venne ufficialmente proclamato inno nazionale del Limburgo.

## Caratteristiche
L'inno scritto da Krekelberg era composto da sole tre strofe. La quarta, riguardante la famiglia reale olandese venne aggiunta solo nel 1939 contestualmente all'ufficializzazione dell'inno e non viene mai eseguita nel Limburgo belga. Nelle occasioni ufficiali viene eseguita solamente la prima strofa.